# Jamie Dornan
James Peter Maxwell Dornan (/ˈdʒeɪmi ˈdɔːrnən/; Holywood, Irlanda del Norte, 1 de mayo de 1982) es un actor, modelo y músico norirlandés. Ha sido galardonado con dos premios Irish Film and Television Awards y ha sido nominado para un premio BAFTA y un premio Globo de Oro. En 2020, fue nombrado uno de los mejores actores de cine de Irlanda por The Irish Times.
Inicialmente, comenzando su carrera como modelo en 2001, apareció en campañas para Hugo Boss, Dior Homme y Calvin Klein. Apodado «el Torso Dorado» por The New York Times, fue clasificado como uno de los «25 Mejores Modelos Masculinos de Todos los Tiempos» por Vogue en 2015. Además, formó parte de la banda de música folk Sons of Jim hasta 2008. 
Dornan comenzó su carrera como actor en 2006, y obtuvo reconocimiento internacional por interpretar al Sheriff Graham Humbert en la serie Once Upon a Time (2011–2013) y al asesino en serie Paul Spector en la serie de drama criminal The Fall (2013–2016). Por esta última, ganó el Premio Irish Film and Television Award al Mejor Actor de Televisión y fue nominado para un Premio de la Academia Británica de Televisión al Mejor Actor. En el cine, ha interpretado a Axel von Fersen en Marie Antoinette de Sofia Coppola (2006), a Christian Grey en la franquicia Fifty Shades (2015–2018), a Jan Kubiš en Anthropoid (2016), al Comandante Pat Quinlan en The Siege of Jadotville (2016), a Paul Conroy en A Private War (2018), y a Pa en Belfast (2021), recibiendo una nominación al Globo de Oro al Mejor Actor de Reparto - Película por esta última. También asumió el papel protagonista de Elliot Stanley/Eugene Cassidy en la serie de drama y suspenso The Tourist (2022–presente).

## Biografía

### Primeros años
Dornan nació en Holywood, Condado de Down, Irlanda del Norte, y creció en los suburbios de Belfast. Su madre, Lorna, falleció de cáncer de páncreas cuando Dornan tenía 16 años. Su padre, Jim Dornan, un obstetra y ginecólogo que también había considerado ser actor, murió por complicaciones relacionadas con COVID-19 el 15 de marzo de 2021.  Dornan ha expresado su apoyo hacia su padre a lo largo de su carrera, afirmando: "[...] Algunas personas pasan toda su vida sin que les digan, 'Has hecho orgullosos a tus padres'. Mi papá me lo decía todos los días."
Dornan tiene dos hermanas mayores: Liesa, quien trabaja para Disney en Londres, y Jessica, una diseñadora de moda con base en Falmouth, Cornualles, Inglaterra. Es primo segundo de la actriz Greer Garson. Sus abuelos maternos y paternos eran predicadores metodistas laicos.
Asistió y se alojó en el Methodist College Belfast, donde jugó al rugby y participó en el departamento de teatro. En la escuela, actuó en un panto navideño interpretando a Widow Twankey, lo que le valió su primer premio de drama. También interpretó a Baby Face en Bugsy Malone y al lechero en Blood Brothers durante las producciones escolares. Fue miembro del grupo de teatro amateur juvenil de Belfast, Holywood Players, y participó en varias ocasiones en el Festival de Teatro de Ballymoney con este grupo. Jugó al rugby como wing para los Belfast Harlequins y también para el equipo sub-21 de Ulster Rugby. Más tarde afirmó que podría haber jugado profesionalmente si no fuera por una infección viral de la fiebre aftosa que estalló durante su tiempo en el equipo sub-21.
Asistió a la Universidad de Teesside pero abandonó y se trasladó a Londres en 2002 para formarse como actor, aunque nunca solicitó ingresar a una escuela de drama. Trabajó en un pub en Knightsbridge durante seis meses hasta que comenzó su carrera como modelo.

## Carrera

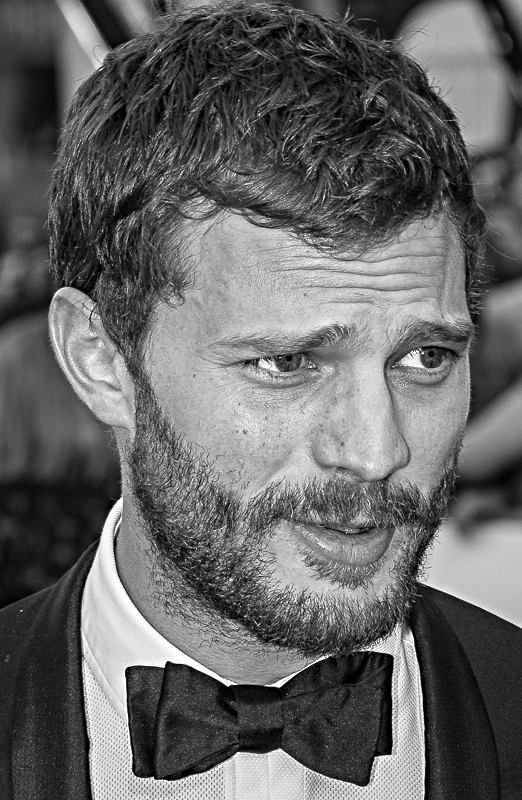
Dornan en British Academy Television Awards en 2014

Inició su carrera como modelo de las empresas de moda Levi Strauss & Co. y Calvin Klein. Fue miembro de la banda de música Sons of Jim que formó en 2002 con su compañero de escuela David Alexander y que se disolvió en 2008. La banda obtuvo su nombre debido a que el padre de ambos miembros se llama Jim. En 2006 realizaron una gira por el Reino Unido junto a la cantautora escocesa KT Tunstall. En 2003 conoció a la actriz Keira Knightley durante una sesión de fotos para la marca Asprey, quien le presentó a su agente de talento de la firma Peters, Fraser & Dunlop.
En 2006 participó en la película Maria Antoinette bajo la dirección de Sofia Coppola y donde obtuvo un papel secundario de soldado. Ha modelado para Calvin Klein (junto a Kate Moss y Eva Mendes), Christian Dior, Aquascutum (junto a Gisele Bündchen) y Armani, entre otras marcas. Dos años después consiguió el papel principal de Ed en la cinta de terror Beyond the Rave producida por Hammer Film Productions, la cual recibió reseñas negativas por parte de los críticos de cine. En 2009 actuó en la película dramática Shadows in the Sun, dirigida por David Rocksavage, y en la que compartió elenco con la actriz tres veces nominada a los premios Óscar Jean Simmons. El filme recibió críticas positivas tras su preestreno en el Festival de Cine Británico de Dinard.
En 2011 apareció en ocho episodios de Once Upon a Time, una serie televisiva de la cadena ABC en la que interpretó al sheriff Graham. Aunque el personaje de Graham fue asesinado por la alcaldesa de la ciudad en el episodio The Heart Is a Lonely Hunter, Dornan declaró que volvería a participar en la serie como el cazador del bosque encantado, y de hecho consiguió establecerse de forma regular en la serie. En el episodio final, a Land Without Magic, encarnó una vez más al cazador.
El 26 de marzo de 2012, el portal de noticias TVWise reportó que había sido seleccionado junto a Gillian Anderson para interpretar la serie dramática norirlandesa The Fall que fue emitida en RTÉ Television de Irlanda, BBC Two del Reino Unido y BBC America en los Estados Unidos. Dornan interpreta a Paul Spector, un asesino en serie que aterroriza Belfast. A mitad de la emisión de la serie, el 1 de mayo de 2013, el contrato del programa fue renovado para la grabación de una segunda temporada.

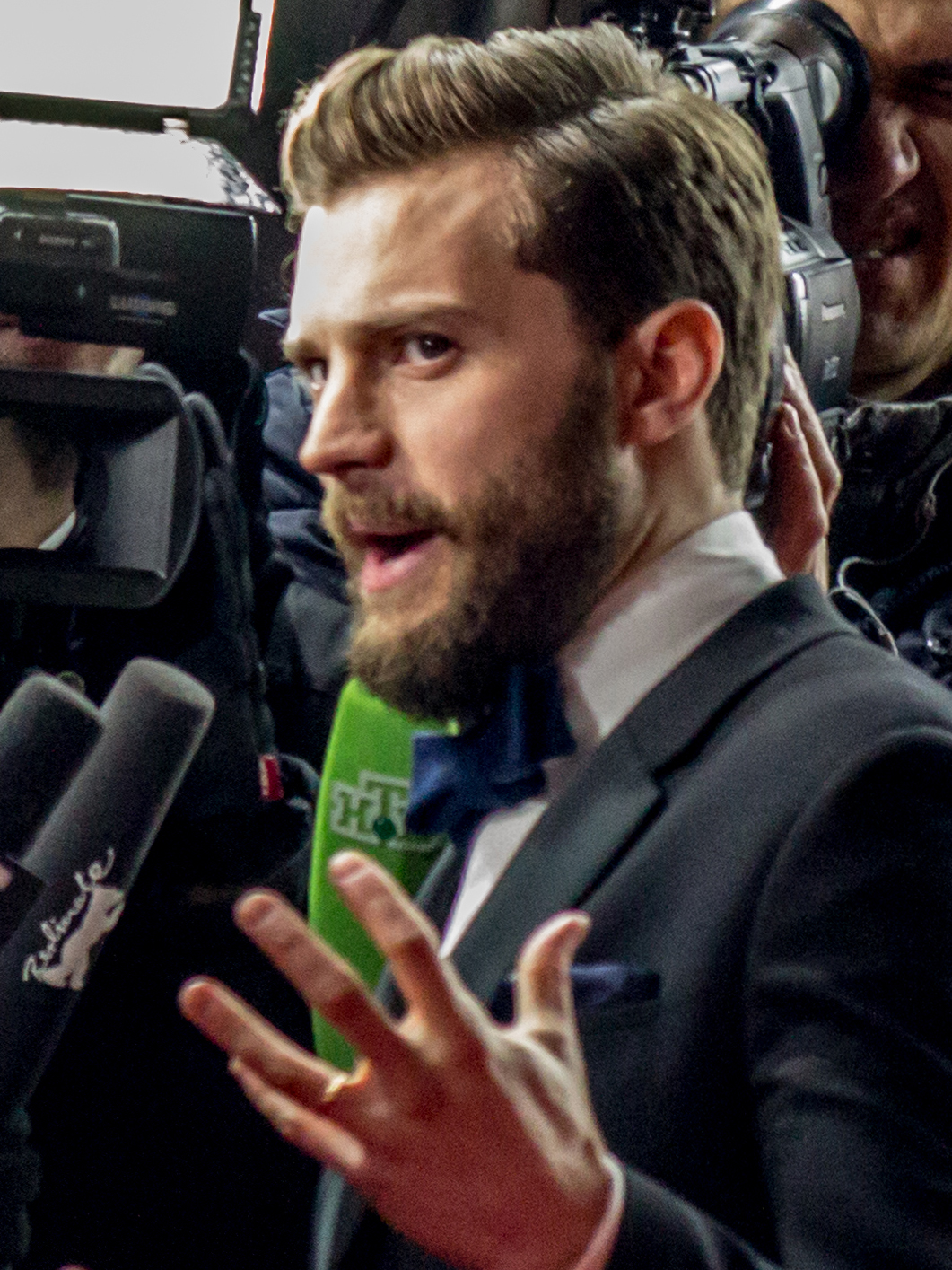
Dornan en el estreno de Cincuenta sombras de Grey durante el Festival Internacional de Cine de Berlín el 11 de febrero de 2015.

El 23 de octubre de 2013, Dornan fue elegido para interpretar el papel de Christian Grey en la adaptación cinematográfica de Cincuenta sombras de Grey junto a Dakota Johnson, en sustitución de Charlie Hunnam. En principio el estreno de la película estaba programado para el 1 de agosto de 2014, pero fue postergado para febrero de 2015. La película se estrenó el 11 de febrero de 2015 en el Festival Internacional de Cine de Berlín. Dornan ya acabó de grabar las dos secuelas de la misma franquicia Cincuenta sombras más oscuras que se estrenó en febrero de 2017 y Cincuenta sombras liberadas, última entrega de la trilogía que se estrenó el 9 de febrero de 2018.
A finales de 2018, se convirtió en el nuevo "rostro" de la fragancia Boss The Scent para Hugo Boss, junto a la modelo holandesa Birgit Kos.
En cuanto al ámbito profesional en 2018, después del final de la trilogía de Cincuenta Sombras, Jamie Dornan ha estrenado en ese año tres películas más: Untogether, A private war y Robin Hood. Sin embargo, desde entonces no ha parado, en 2019 las películas que hizo fueron Endings, Begginigs junto a Shailene Woodley y Sebastian Stan; y ese mismo año estrenó la película de ciencia ficción Synchronich.
En 2020 fueron dos las películas que estrenó digitalmente por culpa de la pandemia, Wild Mountain Thyme y puso voz a Chad en Trolls World Tour. 
2021 sin embargo comenzaba con un estreno en el que Jamie llevaba mucho tiempo queriendo estrenarse, la comedia, y lo hizo de la mano de las dos grandes comediantes Kristen Wiig y Annie Mumolo en la divertida película Barb anda Star go yo Vista del Mar a principios de año. No obstante, 2021 está siendo un gran año para Jamie pues a casi finales de año ha estrenado Belfast, una película por la que ha sido nominado al WAFCA, a HCA Film Awards, a los Satélites Awards, honrado con el Oscar Wilde Award y ganador como mejor actor de reparto del Sunset Circle Awards. 
Además, su interpretación de Pa en la película Belfast, donde se le puede escuchar cantar como ya lo hizo en Fifty Shades Darker (Cincuenta Sombras Más Oscuras), junto con la interpretación de su compañera en la película Caitriona Balfe, hace que ambos estén sonando mucho para ser nominados a los Óscar por sus grandes actuaciones.

### Vida privada
Sufre de asma desde niño. En una entrevista confesó que hubo un período donde sufrió depresión después de la muerte de su madre y parte de sus amigos, llevándolo esto a consumir alcohol en exceso.
Es amigo de Hadley Freeman, al igual que de los actores Andrew Garfield y Eddie Redmayne, con quien llegó a compartir apartamento en su juventud.
Mantuvo una relación con Keira Knightley, entre 2003 y 2005.
Posteriormente, a finales del 2010 empezó una relación sentimental con la actriz y músico Amelia Warner. Se comprometieron en 2012 y el 27 de abril de 2013 contrajeron matrimonio, la ceremonia tuvo lugar en Somerset. En junio del mismo año la pareja confirma que se convertirán en padres por primera vez. Warner da a luz a una niña llamada Dulcie Dornan en Vancouver el 21 de noviembre de 2013. La segunda hija nació el 16 de febrero de 2016 en Londres, llamada Elva Lorna Catherine Dornan. En 2018, la pareja confirma que se convertirán en padres por tercera vez de otra niña, que nació el 18 de febrero de 2019, en Londres, Reino Unido, y se llama Alberta Maeve Dornan.
Es fanático del equipo de fútbol Manchester United, en su tiempo libre se dedica a leer, beber cerveza Guinness o practicar el golf.

## Filmografía completa

### Actor

#### Cine
| Cine | Cine                              | Cine                               | Cine                          | Cine                              |
| Año  | Título                            | Título                             | Título                        | Papel                             |
| Año  | Título original                   | Título en España                   | Título en Hispanoamérica      | Papel                             |
| ---- | --------------------------------- | ---------------------------------- | ----------------------------- | --------------------------------- |
| 2006 | Marie Antoinette                  | Marie Antoinette                   | Marie Antoinette              | Hans Axel de Fersen               |
| 2008 | Beyond the Rave                   | Beyond the Rave                    | Beyond the Rave               | Ed                                |
| 2009 | Shadows in the Sun                | Shadows in the Sun                 | Shadows in the Sun            | Joe                               |
| 2009 | X Returns ‹cortometraje›          | X Returns                          | X Returns                     | X                                 |
| 2009 | Nice to Meet You ‹cortometraje›   | Nice to Meet You                   | Nice to Meet You              | Hombre joven                      |
| 2014 | Flying Home                       | Volando a casa                     | Volando a casa                | Colin Montgommery                 |
| 2015 | Fifty Shades of Grey              | Cincuenta sombras de Grey          | Cincuenta sombras de Grey     | Christian Grey                    |
| 2015 | Burnt                             | Una buena receta                   | Una buena receta              | Leon Sweeney ‹escenas eliminadas› |
| 2016 | Anthropoid                        | Operación Anthropoid               | Operación Anthropoid          | Jan Kubiš                         |
| 2016 | The 9th Life of Louis Drax        | The 9th Life of Louis Drax         | The 9th Life of Louis Drax    | Dr. Allan Pascal                  |
| 2016 | The Siege of Jadotville           | El asedio de Jadotville            | El asedio de Jadotville       | Pat Quinlan                       |
| 2017 | Fifty Shades Darker               | Cincuenta sombras más oscuras      | Cincuenta sombras más oscuras | Christian Grey                    |
| 2018 | Fifty Shades Freed                | Cincuenta sombras liberadas        | Cincuenta sombras liberadas   | Christian Grey                    |
| 2018 | Untogether                        | Untogether                         | Untogether                    | Nick                              |
| 2018 | A Private War                     | La corresponsal                    | TBA                           | Paul Conroy                       |
| 2018 | Robin Hood                        | Robin Hood                         | Robin Hood                    | Will Scarlet                      |
| 2019 | Endings, Beginnings               | Finales, principios                | TBA                           | Jack                              |
| 2019 | Synchronic                        | Synchronic. Los límites del tiempo | Paratemporal                  | D. Dannelly                       |
| 2020 | Wild Mountain Thyme               | Una canción irlandesa              | Amor en las montañas          | Anthony Reilly                    |
| 2020 | Trolls World Tour                 | Trolls 2: Gira Mundial             | Trolls 2: World Tour          | Chaz (voz)                        |
| 2021 | Barb and Star Go to Vista Del Mar | TBA                                | TBA                           | Edgar Páget                       |
| 2021 | Belfast                           | Belfast                            | Belfast                       | Pa                                |
| 2023 | Heart of Stone                    | Agente Stone                       | TBA                           | Parker                            |
| 2023 | A Haunting in Venice              | Misterio en Venecia                | TBA                           | Dr. Leslie Ferrier                |
| TBA  | Love is not the answer            |                                    |                               | TBA                               |

#### Televisión
| 2011–2013 | Once Upon a Time       | El Cazador / Graham Humbert | 9 episodios  |
| 2013–2016 | The Fall               | Paul Spector                | 17 episodios |
| 2014      | New Worlds             | Abe Goffe                   | 4 episodios  |
| 2018      | Death and Nightingales | Liam Ward                   | 3 episodios  |
| 2022–2024 | The Tourist            | The Man                     | 12 episodios |
| TBA       | The Undertow           | Adam Walsh y Lee Walsh      | 7 episodios  |
| TBA       | 12 12 12               | Criminal                    | TBA          |

## Discografía
| Año  | Sencillo                                                           |
| ---- | ------------------------------------------------------------------ |
| 2005 | «Fairytale»                                                        |
| 2006 | «My Burning Sun»                                                   |
| 2018 | «Maybe I'm Amazed» (banda sonora original de 50 sombras liberadas) |

## Premios y nominaciones
| Año  | Premiación                           | Categoría                             | Película/Serie            | Resultado |        |
| ---- | ------------------------------------ | ------------------------------------- | ------------------------- | --------- | ------ |
| 2014 | Broadcasting Press Guild Awards      | Mejor actuación en serie o miniserie  | The Fall                  | Ganador   | [ 55 ] |
| 2014 | British Academy Television Awards    | Mejor actor                           | The Fall                  | Nominado  | [ 56 ] |
| 2014 | Premios IFTA                         | Mejor actor en una serie de Drama     | The Fall                  | Ganador   |        |
| 2014 | Premios IFTA                         | Rising Star                           | The Fall                  | Ganador   |        |
| 2014 | Premios Bafta                        | Mejor actor principal en TV-Drama     | The Fall                  | Nominado  |        |
| 2014 | IMDb Awards                          | Top 10 Breakout Stars Award           | Fifty Shades Darker       | Ganador   |        |
| 2014 | GQ Men of The Year Awards            | Vertu Breakthrough Artist of the Year | GQ Men Of The Year Awards | Ganador   |        |
| 2015 | Broadcasting Press Guild Awards      | Mejor Actuación en serie o miniserie  | The Fall                  | Nominado  | [ 57 ] |
| 2015 | C21 International Drama Awards       | Mejor Actuación Masculina             | The Fall                  | Nominado  | [ 58 ] |
| 2015 | Premios IFTA                         | Mejor actor principal en TV-Drama     | The Fall                  | Nominado  |        |
| 2016 | National Television Awards           | Mejor actuación en Tv-Drama           | The Fall                  | Nominado  | [ 59 ] |
| 2016 | British Independent Film Awards BIFA | Mejor actor de reparto                | Anthropoid                | Nominado  | [ 60 ] |
| 2016 | Czech Lion                           | Mejor actor secundario                | Anthropoid                | Nominado  | [ 61 ] |
| 2017 | National Television Awards           | Mejor actuación en Drama              | The Fall                  | Nominado  | [ 59 ] |
| 2017 | Premios IFTA                         | Mejor actor principal                 | The Siege of Jadotville   | Nominado  | [ 62 ] |
| 2021 | Golden Globe Awards                  | Mejor actor de reparto                | Belfast                   | Nominado  | [ 63 ] |
| 2022 | Screen Actors Guild Awards           | Mejor reparto                         | Belfast                   | Nominado  | [ 64 ] |